# بول (سويسرا)
بول (بالألمانية: Bühl bei Aarberg) هي إحدى بلديات مقاطعة سيلاند في كانتون برن في سويسرا. تبلغ مساحتها 3.0 كيلومتر مربع، ويقدر عدد سكانها بـ 423 نسمة (حسب تعداد ديسمبر 2015).